# Alexander Richling
Alexander Richling (* 28. Januar 1975 in Ellwangen (Jagst)) ist ein ehemaliger deutscher Leichtathlet.
Seine Spezialdisziplin war der Weitsprung mit einer Bestleistung von 7,60 m.
Die größten Wettkampferfolge waren der Gewinn der Deutschen Hochschulmeisterschaft 1998 sowie der Sieg mit der 4-mal-100-Meter-Staffel der LG Salamander Kornwestheim bei den Deutschen Meisterschaften 2001 in 39,32 s zusammen mit Christian Schacht, Tobias Unger und Florian Gamper.
Zunächst startete er für den TSV Vellberg, ehe er 1992 zur WGL Schwäbisch Hall und 2000 zur LG Salamander Kornwestheim wechselte. In seiner aktiven Zeit war er 1,74 m groß und 73 kg schwer.
Auch nach Ende seiner aktiven Laufbahn ist Richling weiterhin der Leichtathletik und Salamander Kornwestheim verbunden.
Richling wechselte nach einem technischen Studium zur Pädagogik. An der PH Ludwigsburg studierte er für das Lehramt an Realschulen. Nach Lehreranstellungen in Stuttgart-Untertürkheim und Karlsruhe unterrichtet er derzeit an der Adalbert-Stifter-Realschule in Schwäbisch Gmünd. Dort wurde er im August 2011 zum Konrektor bestellt. Später wurde er Schulleiter an der Hornbergschule Mutlangen.